# Синар (швейная фабрика)
Синар (образовано от «Сибирский наряд») — российское предприятие швейной промышленности, специализирующееся на производстве верхней одежды для мужчин и женщин,  школьной одежды для мальчиков и девочек.  
Головной офис и основные производственные мощности находятся в Новосибирске. Фирменная розничная сеть насчитывает 30 магазинов в 10 городах Российской Федерации. Одежда выпускается под брендами  «Синар» и Sono. 
Предприятие основано в 1921 году. В 2016 году компания отмечает 95-летие со дня основания. 
Входит в ТОП-10 крупнейших предприятий швейной отрасли России.

## История

### Советский период

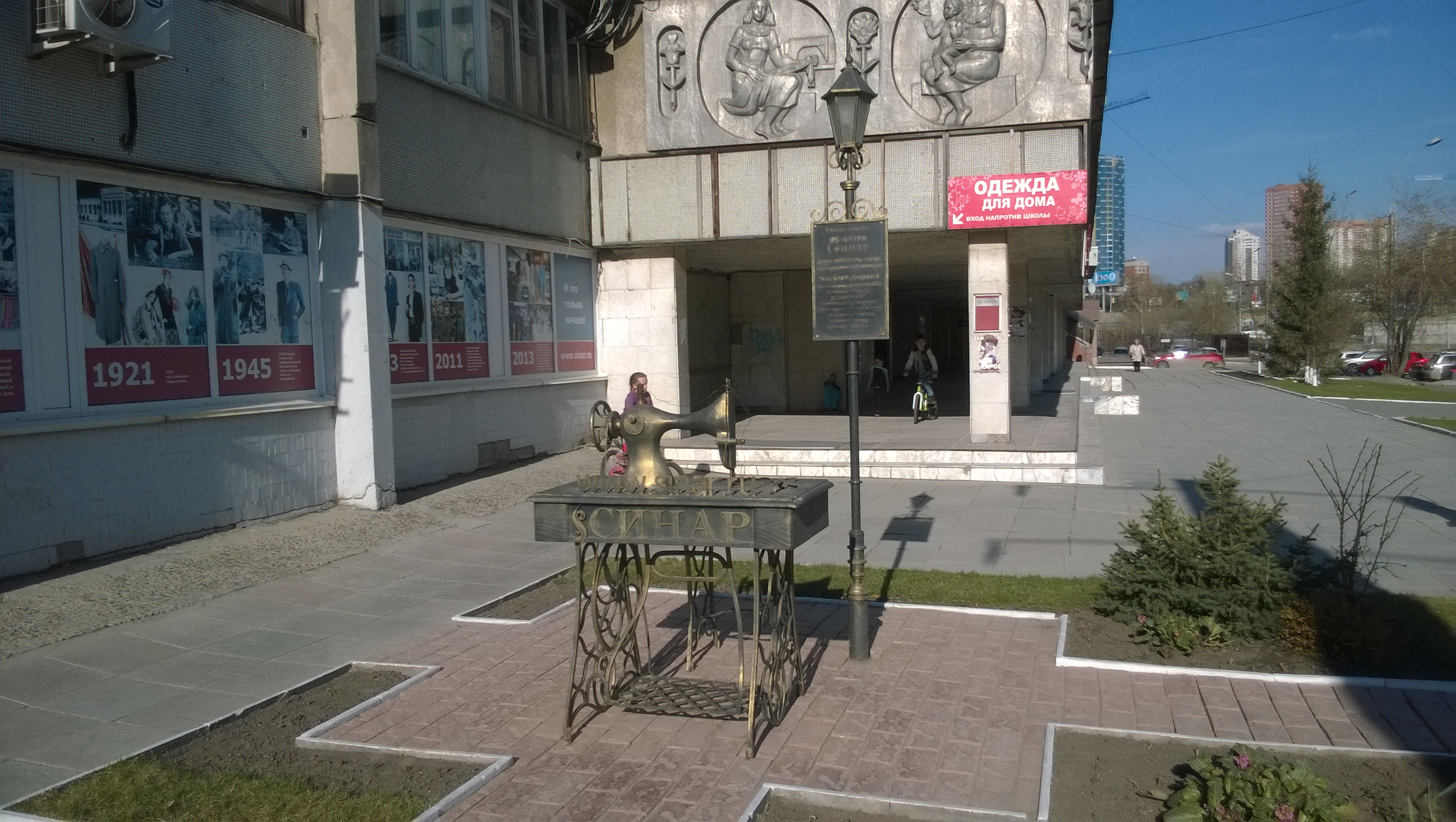
Памятник швейной машинке «Зингер» возле здания фабрики.

В 1921 году на базе швейного профсоюза «Игла» создана автономная государственная швейно-чулочная фабрика «Автомат». Предприятие имело шестьдесят швейных машин «Зингер», коллектив фабрики в первые годы своей деятельности состоял из 55 рабочих и пяти служащих. Первым директором предприятия (вплоть до 1925 года) был Пётр Николаевич Кропачев.
В 1931 году предприятие меняет адрес и размещается в здание по адресу улица Серебренниковская № 14.
В период Великой Отечественной войны изготовление гражданской продукции полностью сменилось производством военной одежды. Производительность труда увеличилась до 32%. Фабрика обеспечила одеждой 15 000 солдат Сибирской гвардейской дивизии.
В 1943 году на Всесоюзном соревновании предприятий легкой промышленности предприятие завоёвывает первое место. Вручённое Переходящее знамя Наркомлегпрома СССР оставалось на фабрике вплоть до окончания войны. C 1945 года предприятие возвращается к производству гражданской одежды: пальто, плащей, пиджаков и других видов швейной промышленности, продолжая также (до 1950 года) выпускать и военную одежду.
1964 год. Фабрика сосредоточилась на пошиве исключительно мужской одежды. Для продажи на экспорт произведено 16 000 мужских костюмов. В 1966 году вводится комплексная система управления качеством продукции и Государственный знак качества. Осуществляется производство школьной формы для мальчиков.
1975 год. Создаётся Новосибирское производственное швейное объединение имени ЦК Союза швейников, в его состав вошли Новосибирская фабрика имени ЦК Союза швейников, Барабинская и Болотнинская швейные фабрики. Количество работников увеличивается до 4 000 человек.
В 1980—1990 годах происходит модернизация предприятия за счёт комплексно-механизированных линий по изготовлению пальто и мужских костюмов (лицензионная французская технология), в одну смену выпускается 443 мужских костюма. На фабрике появляется скорняжное производство — выпуск меховых воротников и товаров из отходов меха.
1988 год. Производственное швейное объединение реорганизовано в Новосибирское промышленно-торговое швейное объединение (НПТШО).

### Российский период

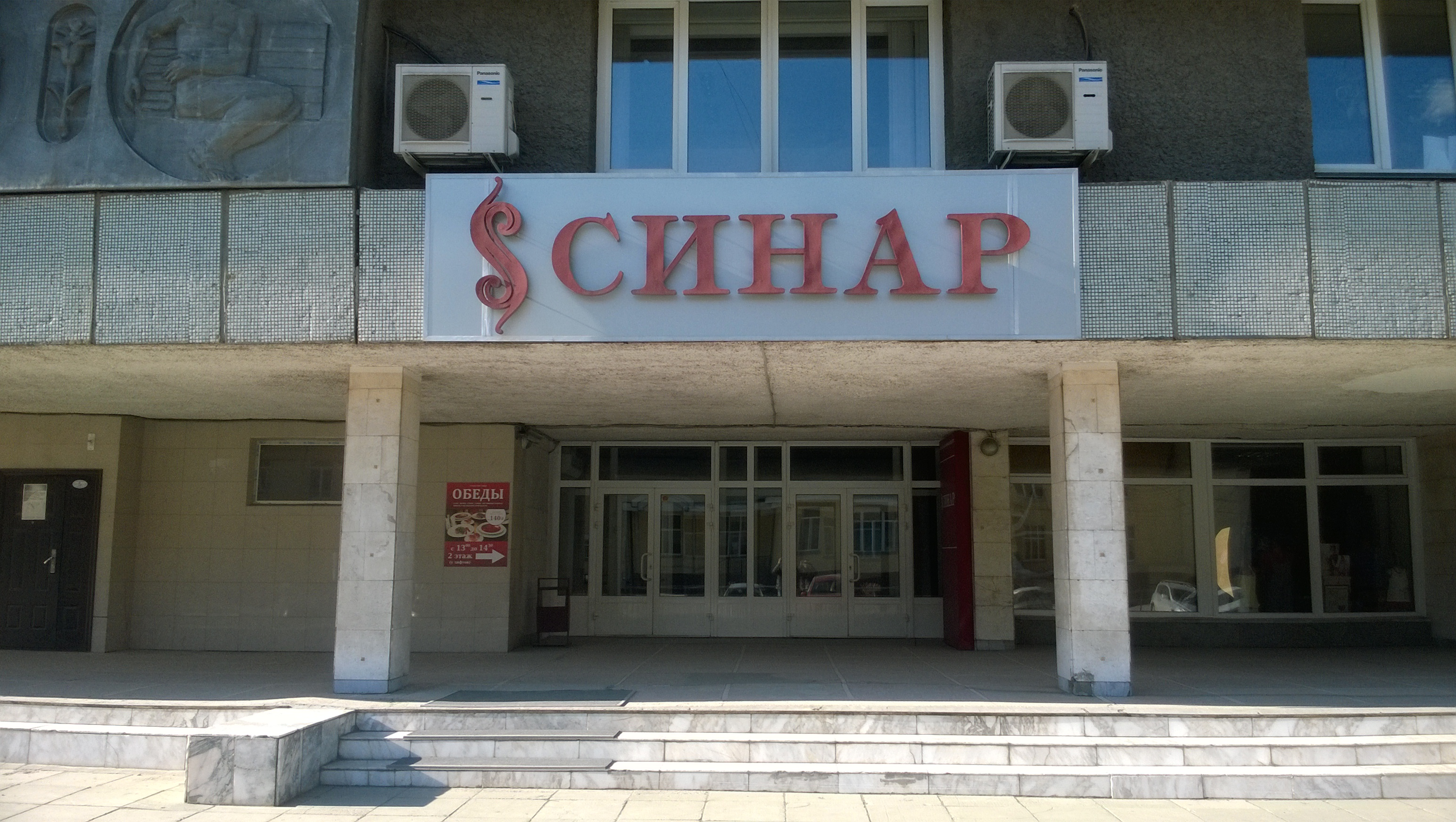
Швейная фабрика «Синар». Главный вход.

1992 год. Предприятие перестаёт пользоваться услугами Новосибирского Дома моделей, начиная создавать свои коллекции одежды, для этого основывается собственный ЭТЦ (экспериментально-технологический центр).
В 1993 году НПТШО переименовывают в ОАО «Синар» (сокращение словосочетания «сибирский наряд»). По адресу улица Серебренниковская № 14 открывается первый магазин фирмы «Синар».
В 1997 году «Синар» заключила соглашение с Вячеславом Зайцевым, позволяющее компании выпускать свою продукцию под торговой маркой «Вячеслав Зайцев».
В 2001 году на территории предприятия создаётся музей, в его коллекцию вошли образцы одежды разных эпох, награды и фотографии.
В 2005 году «Синар» приступает к производству одежды марки Sono (мужская одежда бизнес-класса).
2010 год. Компания дважды удостаивается первого места на III и IV Новосибирских неделях моды. В компании «Синар» трудится более 1000 человек.
В 2011 году  «Синар» выступил главным партнером Дня города в Новосибирске. 26 июня на площадке у театра «Глобус» для новосибирцев прошли развлекательные мероприятия, где 90 победителей получили ценные призы.
2012 год. В Красноярске 17 февраля 2012 г. открыт первый в регионах флагманский универмаг «Синар» (более 500 кв. м.), в котором полностью представлен ассортимент, выпускаемый предприятием.
2013 год. По итогам конкурса «Надежный работодатель» в Новосибирской области за 2012 год компании «Синар» вручен Золотой сертификат — наивысшая награда, предусмотренная правительством НСО для участников. Развивая покупной ассортимент, компания «Синар»  добавила к ассортименту розничной сети мужские и женские облегченные пуховики, женские плащи, женские брюки casual, мужские футболки, рубашки поло.  «Синар» был включен в реестр производителей школьной одежды. Данный ресстр – это перечень предприятий, которые не просто выпускают школьную форму, но и полностью соответствуют всем критериям, предъявляемым к производителям детской одежды. «Синар» поддержал жителей Дальнего Востока, пострадавших от разрушительного паводка. Посылки были переданы администрации Новосибирска в рамках акции «Рука помощи».  В декабре на производственной площадке Синар состоялся XII конкурс профессионального мастерства швей, где первые пять мест заняли сотрудники компании «Синар» .
2014 год. В Уфе состоялось открытие первого магазина «Синар» в новом формате, соответствующем мировым трендам в сфере ритейла.  Начаты продажи одежды женской костюмной группы – стильной, рассчитанной на современную активную женщину, элегантную и следующую за мировыми трендами.
2015 год. Состоялось открытие 4-х новых магазинов, в том числе, магазина школьной одежды и магазина нового формата в МЕГА Екатеринбург.  Ассортимент «Синар» пополнился мужской европейской одеждой в стиле кэжуал: компания на правах партнера стала представлять в своих магазинах одежду брендов: Shine, Bison, Jacks и Lindberg, изготовленную специально для «Синар». Эти популярные марки входят в состав датской группы компаний PWT Group, одного из лидеров fashion-индустрии Европы.
2016 год. Компании «Синар» исполняется 95 лет.

## Руководители
- Пётр Николаевич Кропачев (1921—1925)
- Пётр Афанасьевич Щепочкин (1925—1943)
- Александра Степановна Тараканова (1966—1986)
- Алексей Борисович Елезов (1986-2020)

## Деятельность
Компания «Синар» занимается как оптовой, так и розничной торговлей, изготавливая различные швейные изделия для мужчин, женщин и детей (преимущественно школьная одежда). Для пошива одежды используются ткани из Италии, Кореи, Германии, Китая. Ассортимент товаров представлен костюмами, пиджаками, брюками, пальто, юбками, галстуками, шарфами и т. д. По состоянию на 2015 год более тридцати фирменных магазинов открыты в десяти городах России. Это Барнаул, Бердск, Екатеринбург, Кемерово, Красноярск, Новосибирск, Омск, Томск, Тюмень и Уфа.